# Liste der Kulturdenkmale in Leipnitz (Grimma)
In der Liste der Kulturdenkmale in Leipnitz sind die Kulturdenkmale des Grimmaer Ortsteils Leipnitz verzeichnet, die bis Juli 2024 vom Landesamt für Denkmalpflege Sachsen erfasst wurden (ohne archäologische Kulturdenkmale). Die Anmerkungen sind zu beachten.
Diese Aufzählung ist eine Teilmenge der Liste der Kulturdenkmale in Grimma.

## Leipnitz
| Bild                                    | Bezeichnung | Lage                                            | Datierung                                                                                               | Beschreibung | ID       |
| --------------------------------------- | --- | ----------------------------------------------- | --- | --- | -------- |
| Weitere Bilder                          | Gedenkstein (Wettinstein) | (Gemarkung Thümmlitzwald, Flurstück 37) (Karte) | 1889 | Sogenannter Wettinplatz, zum 800-jährigen Regierungsjubiläum des sächsischen Herrscherhauses der Wettiner, von kulturhistorischer Bedeutung. Stein (Findling ?) mit Inschriften „W“ „1089“ „1889“. | 08974904 |
| Weitere Bilder                          | Hutungssäule | (Gemarkung Thümmlitzwald, Flurstück 37) (Karte) | 1. Hälfte 19. Jahrhundert                                                                               | Von kulturhistorischer Bedeutung, Porphyrtuffstele mit eingemeißelten Zeichen | 08974899 |
| Weitere Bilder                          | Gedenkstein, sogenannter Schriftstein | (Gemarkung Thümmlitzwald, Flurstück 37) (Karte) | 19. Jahrhundert                                                                                         | Von ortsgeschichtlicher und forsthistorischer Bedeutung. Granit, Inschrift Monogramm „TB(?)“, „Creis Oberforstm. v. Götz / Forstm. Graf v. Ronow / Amts Oberf. Ehem: (?) Geyler / Revierf: Gottw. Streubel / Revierf: Adj: Lebrecht / Börner 1824 / Theod. Robert Börner 1877 / Oberf: Scherel 77-85 / Oberf. v. Lindenau 83-92“. | 08974900 |
| Direkt Bild zu diesem Denkmal hochladen | Ehemalige Bäckerei (jetzt Wohnhaus) | Am Schulberg 1 (Karte)                          | Ende 19. Jahrhundert, im Kern älter                                                                     | Straßenbildprägender Gründerzeitbau, im Kern älter, einfach gegliederte Putzfassade mit Segmentbogenportal, ortshistorische Bedeutung. Zweigeschossiger, verputzter Massivbau mit Drempel, originale Putzgliederung, Fenstersohlbänke vermutlich in Naturstein, Fenstergewände mit Putzfaschen, Eingangstürgewände in Porphyrtuff mit Schlussstein, verputzte Ziegelsteintraufe, Satteldach. | 08974584 |
| Direkt Bild zu diesem Denkmal hochladen | Wohnstallhaus eines ehemaligen Dreiseithofes | Am Spritzenhaus 5 (Karte)                       | 1. Hälfte 19. Jahrhundert, spätere Umbauten                                                             | Obergeschoss Fachwerk, Zeugnis bäuerlicher Bau- und Lebensweise im 19. Jahrhundert, baugeschichtlich von Bedeutung. Zweigeschossig, Erdgeschoss massiv, Obergeschoss Fachwerk, zum Teil verputzt, Satteldach. | 08974589 |
| Direkt Bild zu diesem Denkmal hochladen | Wohnstallhaus und Seitengebäude (mit Kumthalle) eines Vierseithofes                                                                                  | Am Spritzenhaus 9 (Karte)                       | 1. Hälfte 19. Jahrhundert (Wohnstallhaus); um 1900 (Seitengebäude)                                      | Stattliches Wohnstallhaus mit Fachwerk-Obergeschoss und Segmentbogenportal, massives Seitengebäude mit seltener dreibogiger Kumthalle, Zeugnis bäuerlicher Bau- und Lebensweise im 19. Jahrhundert, heimat- und baugeschichtlich von Bedeutung - Wohnstallhaus: zweigeschossig, Erdgeschoss massiv, Obergeschoss Fachwerk, Giebel massiv erneuert, Türgewände mit Schlussstein in Porphyrtuff, Fenstergewände im Erdgeschoss zum Teil in Porphyrtuff, Satteldach mit Ladeluke, rückseitig abgeschleppter Anbau - Seitengebäude: zweigeschossiger, verputzter Massivbau, originale Putzgliederung, Fenster- und Türgewände in Kunststein, Kumthallenpfeiler gemauert, Überfangbögen in Ziegelstein, Ziegelsteintraufe, Satteldach mit Dachaufbau - Torhaus (Abbruch 2015): zweigeschossiger Fachwerkbau, Satteldach, zur Straße Erdgeschoss massiv (verputzter Bruchstein) | 08974588 |
| Direkt Bild zu diesem Denkmal hochladen | Pfarrhaus und Seitengebäude eines Pfarrhofes | An der Kirche 3 (Karte)                         | Um 1800                                                                                                 | Beide Gebäude in Fachwerkbauweise, von baugeschichtlicher und ortshistorischer Bedeutung. - Pfarrhaus: zweigeschossig, Erdgeschoss massiv, Obergeschoss Fachwerk, Fenstergewände bzw. Fenstersohlbänke im Erdgeschoss in Porphyrtuff, Türgewände in Porphyrtuff mit Schlussstein, Giebel verbrettert, Krüppelwalmdach, Treppenaufgang mit Sandsteinabdeckung der Brüstungsmauern - Seitengebäude: zweigeschossig, Erdgeschoss massiv, Obergeschoss Fachwerk, Fenster- und Türgewände in Porphyrtuff, Satteldach, unterkellert mit Tonnengewölbe, Giebel zum Teil verbrettert | 08974590 |
| Direkt Bild zu diesem Denkmal hochladen | Wohnstallhaus eines Bauernhofes | An der Kirche 4 (Karte)                         | 1. Hälfte 19. Jahrhundert                                                                               | Zeugnis bäuerlicher Bau- und Lebensweise in Fachwerkbauweise, baugeschichtlich von Bedeutung. Zweigeschossig, Erdgeschoss massiv, Obergeschoss Fachwerk, zum Teil verbrettert, im Giebel massiv erneuert, Satteldach. | 08974591 |
| Weitere Bilder                          | Kirche mit Ausstattung, Kirchhof mit Einfriedung und Grabmal (Erbbegräbnis Abendroth) sowie Kriegerdenkmal für die Gefallenen des Ersten Weltkrieges | An der Kirche 7 (Karte)                         | Bezeichnet mit 1702 (Kirche); 1702 (Kanzel); 1703 (Altar); 1790 (Kirchturm); nach 1918 (Kriegerdenkmal) | Barocke Saalkirche mit polygonalem Chorschluss und Westturm, von baugeschichtlicher und ortshistorischer Bedeutung. - Saalkirche: verputzter Bruchsteinbau, dreiseitiger Chorschluss, Turm mit Eckquaderung (Quaderung in Porphyrtuff), Inschrift im Türschlussstein: „WDVE“ „1702“, Turm mit oktogonalem Aufsatz und Haube, Fensteröffnungen Porphyrtuffgewände mit Schlussstein, Walmdach, an Ostwand Grabdenkmal eines von Haugwitz (um 1580), Erbbegräbnis der Fam. von Abendroth auf Kössern (19. Jahrhundert) „Hier ruhet / an der Seite / der geliebten Gattin / Hr. Christian Friedrich / von Abendroth / Erb. Lehns und Gerichts Herr / auf Kössern / Er wurde geb. den 8. Febr. 1744 / und starb den 8. Aug. 1811. / Unsre Thraenen sagens was / zu uns als Vater gewesen“ „Am Ziele irrdischer / Wallfahrt / schlummert hier / Frau Carolina Sophia / von Abendroth / geb. Göttling / Sie wurde geb. den 14. May 1757 / und starb den 4. März 1805 / Dieses Denkmal nicht, doch / unsre Liebe ist ewig.“ - Kriegerdenkmal: Granitblock, an der Seite Schwerterreliefs, Inschrift im Aufsatz mit Eisernem Kreuz „Für uns starben den Heldentod“, darunter „1914-1918“ und Namen der Toten v. Leipnitz, Frauendorf, Papsdorf, Kössern, Zeunitz, Kuckeland, Keiselwitz und Relief mit Stahlhelm und Kreuz | 08974586 |
| Direkt Bild zu diesem Denkmal hochladen | Häuslerhaus | Leipnitzer Hauptstraße 25 (Karte)               | 1. Hälfte 19. Jahrhundert                                                                               | Obergeschoss Fachwerk, von sozialhistorischer Bedeutung. - Häuslerhaus: zweigeschossig, Erdgeschoss massiv, Obergeschoss Fachwerk, Giebel massiv erneuert, rückwärtig abgeschleppt, Satteldach, Holztraufe, ältere Fenster - Fachwerkschuppen (vor 2012 abgebrochen): eingeschossig, Giebel verbrettert, Satteldach, Ausfachung mit Lehmsteinen | 08974585 |
| Direkt Bild zu diesem Denkmal hochladen | Einfriedung des Friedhofs und Grabmal | Zeunitzer Straße (Karte)                        | Um 1930/1940                                                                                            | Von ortshistorischer Bedeutung. - Gedenkstein: Quadermauerwerk mit Abschlusssteinen in Porphyrtuff, Reliefplatte (Bauer mit Schwert und Ähren, im Hintergrund der Tot als Skelett), Inschrifttafel darunter abgewittert - Einfriedung: verputztes Bruchsteinmauerwerk | 08974583 |
| Weitere Bilder                          | Herrenhaus des Rittergutes | Zum Rittergut 7 (Karte)                         | Um 1900                                                                                                 | Großer Putzbau mit Eckturm und aufwändiger Eingangsgestaltung, von ortshistorischer Bedeutung. Dreigeschossiger, verputzter Massivbau, Fenstergewände (vermutlich Kunststein oder Sandstein) zum Teil mit Verdachung, aufwändiger Eingang mit Halbsäulen und Verdachung, Seitenrisalite mit Giebelabschluss, seitlicher Turmanbau, profilierte Putztraufe, Walmdach. | 08974587 |
| Direkt Bild zu diesem Denkmal hochladen | Stallgebäude eines Jagdhüterwohnhauses | Zur Grube 4 (Karte)                             | 1. Hälfte 19. Jahrhundert                                                                               | Zum Teil in Lehmbauweise, von orts- und baugeschichtlicher Bedeutung. Eingeschossig, Bruchstein-Lehmmassivbauweise, Holztraufe, Fenster- und Türgewände in Holz, Satteldach. | 08974759 |

## Tabellenlegende
- Bild: Bild des Kulturdenkmals, ggf. zusätzlich mit einem Link zu weiteren Fotos des Kulturdenkmals im Medienarchiv Wikimedia Commons. Wenn man auf das Kamerasymbol klickt, können Fotos zu Kulturdenkmalen aus dieser Liste hochgeladen werden:
- Bezeichnung: Denkmalgeschützte Objekte und ggf. Bauwerksname des Kulturdenkmals
- Lage: Straßenname und Hausnummer oder Flurstücknummer des Kulturdenkmals. Die Grundsortierung der Liste erfolgt nach dieser Adresse. Der Link (Karte) führt zu verschiedenen Kartendiensten mit der Position des Kulturdenkmals. Fehlt dieser Link, wurden die Koordinaten noch nicht eingetragen. Sind diese bekannt, können sie über ein Tool mit einer Kartenansicht einfach nachgetragen werden. In dieser Kartenansicht sind Kulturdenkmale ohne Koordinaten mit einem roten bzw. orangen Marker dargestellt und können durch Verschieben auf die richtige Position in der Karte mit Koordinaten versehen werden. Kulturdenkmale ohne Bild sind an einem blauen bzw. roten Marker erkennbar.
- Datierung: Baubeginn, Fertigstellung, Datum der Erstnennung oder grobe zeitliche Einordnung entsprechend des Eintrags in der sächsischen Denkmaldatenbank
- Beschreibung: Kurzcharakteristik des Kulturdenkmals entsprechend des Eintrags in der sächsischen Denkmaldatenbank, ggf. ergänzt durch die dort nur selten veröffentlichten Erfassungstexte oder zusätzliche Informationen
- ID: Vom Landesamt für Denkmalpflege Sachsen vergebene, das Kulturdenkmal eindeutig identifizierende Objekt-Nummer. Der Link führt zum PDF-Denkmaldokument des Landesamtes für Denkmalpflege Sachsen. Bei ehemaligen Kulturdenkmalen können die Objektnummern unbekannt sein und deshalb fehlen bzw. die Links von aus der Datenbank entfernten Objektnummern ins Leere führen. Ein ggf. vorhandenes Icon  führt zu den Angaben des Kulturdenkmals bei Wikidata.